# Petko Petkov
Petko Petkov (em búlgaro:  Петко Петков; Dimitrovgrad, 17 de maio de 1958) é um ex-jogador de voleibol da Bulgária que competiu nos Jogos Olímpicos de 1980 e 1988.
Em 1980, ele fez parte da equipe búlgara que conquistou a medalha de prata no torneio olímpico, no qual atuou em todas as seis partidas. Oito anos depois, ele participou de seis jogos e o time búlgaro finalizou na sexta colocação na competição olímpica de 1988.